# 29. August (dokumentarfilm)
29. August er en dansk ugerevy fra 1945.

## Handling
Stor mindehøjtidelighed for de faldne fra Danmarks kamp for frihed. Kisterne køres gennem Københavns blomsterstrøede gader, hvorefter de 106 ofre stedes til hvile i Mindelunden i Ryvangen. Kong Christian 10. og kronprins Frederik med kronprinsesse Ingrid deltager i Mindelunden.